# ۴۰۸ (قمری)
۴۰۸ (قمری)، چهارصد و هشتمین سال در گاهشماری هجری قمری است. اول محرم این سال برابر با پنجم ژوئن سال ۱۰۱۷ میلادی است.

## زادگان
- خواجه نظام الملك توسي

## وابسته
- نظام‌الملک
- شیخ طوسی
- مزیدیان